# Геодезія
Геоде́зія (дав.-гр. γεωδαισία, досл. «землемірство»; від дав.-гр. γῆ', досл. «Земля» + дав.-гр. δαΐζω', досл. «ділити») — наука про методи визначення форми і розмірів Землі, зображення земної поверхні на планах і картах, а також — точних вимірювань на місцевості, пов'язаних з розв'язанням різних наукових і практичних завдань.
Виділяють вищу геодезію (вивчає фігуру, розміри і гравітаційне поле Землі, а також теорію й методи побудови опорної геодезичної мережі), топографію та прикладну геодезію (використання методів і техніки геодезії для розв'язання спеціальних вимірювальних завдань у різних галузях господарства).
Геодезія тісно пов'язана з математикою, фізикою, радіоелектронікою, радіотехнікою, геофізикою, астрономією, картографією, географією, геоморфологією,
геоінформатикою.

## Історія
Уперше розміри Землі (як кулі) визначив, очевидно, давньогрецький математик і філософ Піфагор. 1617 року Снелліус (нід. Willebrord Snel van Royen) для геодезичних вимірювань запропонував метод тріангуляції. У XVIII сторіччі завдяки градусним вимірюванням було встановлено, що Земля сплющена з полюсів.
Якби вся Земля була вкрита водою, то її форма передавала б форму еквіпотенціальної поверхні. Цю фігуру для Землі називають геоїдом.

## Напрямки досліджень
Напрямки досліджень:
- Вивчення форми, розмірів Землі, а також методів точних геодезичних, гравіметричних та астрономогеодезичних вимірів, які виконуються для визначення координат точок земної поверхні (основні геодезичні роботи). Обробка сукупностей цих вимірів, вирішення питань геодинаміки, дослідження періодичних і вікових горизонтальних та вертикальних деформацій суходолу, зміщення материків, берегових ліній, рухів земних полюсів, визначення різниці рівнів морів та океанів, вивчення астрономічних методів вимірів часу та способів визначення астрономічних широт, довгот та азимутів у різних точках земної поверхні.
- Вивчення комплексу топографічних, геодезичних та картографічних робіт, які виконуються при вишукуваннях, проектуванні, розплануванні, зведенні та експлуатації інженерних споруд.
- Створення автоматизованих інформаційних кадастрових систем, інформаційних систем та технологій, проектування та виконання землевпорядних робіт, пов'язаних із землекористуванням та моніторингом земель.
- Вирішення питань, пов'язаних із веденням просторово-геометричних вимірів в надрах Землі (маркшейдерія) при розвідці й розробці корисних копалин та на поверхні шахт і рудників, з наступним зображенням на планах і картах, виконання маркшейдерських робіт при будівництві та експлуатації підземних споруд.
- Вирішення питань, пов'язаних із проектуванням, конструюванням, експлуатацією топографічних, геодезичних і маркшейдерських приладів та обладнання.
- Розв'язання проблем використання штучних супутників Землі з геодезичною метою.
- Вирішення питань, пов'язаних із геодезичними роботами на шельфових зонах морів і океанів, питань навігації та гідрографії.

Морська геодезія — розділ геодезії, який вивчає та уточнює параметри фігури та гравітаційного поля фізичної поверхні морів і океанів, а також вивчення топографії і гравітаційного поля дна океанів і морів. Морська геодезія визначає місця розташування об'єктів на морській поверхні в гідросфері, на дні морів і океанів у єдиній системі координат.

## Вища геодезія
Вища геодезія — це розділ геодезії, який займається питаннями визначення фігури та розмірів Землі, а також побудовою геодезичної основи задля вивчення земної поверхні.

## Прикладна геодезія
Прикладна геодезія — використання методів і техніки геодезії для розв'язання спеціальних вимірювальних завдань у різних галузях господарства.

## Радіогеодезія
Радіогеодезія — напрям у геодезії, що ґрунтується на застосуванні електронно-технічних засобів (радіодалекомірів, електронних тахеометрів тощо) при вимірюванні віддалі, кутів, а також при визначенні місцезнаходження різних об'єктів.

## Координатні системи

### Координатні системи на площині
При зйомці місцевості і картографуванні, у геодезії пропонується два типи координатних систем, що використовуються на площині:
1. Плоскі полярні координати, в яких точки на площині задаються за допомогою відстані {\displaystyle s} від конкретної точки вздовж променя із заданим напрямом {\displaystyle \alpha } відносно базової лінії або осі;
2. Прямокутні координати, в якій точки задаються відстанню від двох перпендикулярних осей, які позначаються як {\displaystyle x} і {\displaystyle y}. У геодезичній практиці, на відміну від математики, вісь {\displaystyle x} вказує на Північ а вісь {\displaystyle y} вказує на Схід.

Прямокутні координати можуть інтуїтивно використовуватись відносно власної поточної позиції, в такому випадку вісь {\displaystyle x} буде вказувати на північ відносно місцевості. Більш формально, такі координати можна розрахувати із тривимірних координат з використанням штучної картографічної проєкції. Не можливо відобразити криволінійну поверхню Землі на плоску карту без деформації. Компромісом в цьому випадку є так зване конформне відображення, яке зберігає кути і співвідношення розмірів, таким чином, що невелике коло буде спроектоване у вигляді невеликого кола, а невеликий квадрат у квадрат.
Прикладом такої проєкції є UTM (Universal Transverse Mercator). На площині карти, маємо прямокутні координати {\displaystyle x} і {\displaystyle y}.
В такому випадку напрям на Північ використовується як картографічна північ, а не локальна. Різниця між цими двома називається зближенням меридіанів.
Між полярними і прямокутними координатами на площині легко здійснити перерахунок: нехай, як наведено вище, напрям і відстань позначені як {\displaystyle \alpha } і {\displaystyle s} відповідно, тоді матимемо:
{\displaystyle {\begin{matrix}x&=&s\cos \alpha \\y&=&s\sin \alpha \end{matrix}}}
Зворотне перетворення здійснюється наступним чином:
{\displaystyle {\begin{matrix}s&=&{\sqrt {x^{2}+y^{2}}}\\\alpha &=&\arctan {(y/x)}.\end{matrix}}}

## Геодезичні задачі
В геометричній геодезії існує дві стандартні задачі:

### Перша (пряма) задача геодезії
Задана точка (за допомогою координат) і напрям (азимут) і відстань від даної точки до другої точки. Необхідно визначити координати другої точки.

### Друга (обернена) задача геодезії
Задані дві точки, необхідно визначити азимут і довжину відрізку (прямої лінії, дуги або геодезичної лінії) що сполучає ці дві точки.
У випадку планарної геометрії (застосовується для невеликих ділянок на поверхні Землі) вирішення двох задач зводиться до простої Тригонометрії.
На сфері, рішення буде складнішим, наприклад, в оберненій задачі азимути будуть відрізнятися між двома точками що сполучаються по великому колу, дузі, чи геодезичній лінії.
В еліпсоїді обертання, геодезичні лінії можуть визначатися у вигляді еліптичних інтегралів, які як правило розраховуються за допомогою розкладання в ряд; наприклад, див. Формула Вінсента.

## Цікаві факти
З 28 травня 2012 року одна з вулиць польського міста Білосток носить назву «вулиця Геодезистів».
Також такі вулиці у Польщі є у таких містах: Воломін, Пясечно, Вишкув, Ченстохова, Остроленка, Любсько, Варшава, Владиславово, Краків, Бидгощ та Ряшів.

## Геодезія в будівництві
Власник земельної ділянки (ЗУ) не може на свій розсуд вибрати місце під будівництво. Він тільки припускає, де йому хотілося б закласти фундамент, але остаточне рішення приймається після вердикту, винесеного фахівцями геодезичної компанії.